# Старшинов В'ячеслав Іванович
В'ячеслав Іванович Старшинов (6 травня 1940, Москва, СРСР) — радянський хокеїст, центральний нападник. Олімпійський чемпіон. Заслужений майстер спорту (1963).

## Біографія
Вихованець московського «Спартака». За основний склад клубу виступав з сезону 1957/1958. У 60-х роках його партнерами були брати Борис і Євген Майорови. Триразовий чемпіон СРСР, дворазовий володар національного кубка. На момент завершення виступів — найрезультативніший гравець в історії чемпіонатів СРСР (405 голів у 540 матчах). Це досягнення вдалося перевершити лише Борису Михайлову. До списку кращих хокеїстів країни входив тринадцять разів (1959—1971).
У 1972—1974 роках — старший тренер «Спартак», срібного призера чемпіонату 1973. Три сезони працював граючим тренером в японській команді «Одзі Сейсі».
Дворазовий олімпійський чемпіон. Переможець д'евяти чемпіонатів світу і восьми чемпіонатів Європи. У 1969—1971 роках — капітан національної команди. Кращий нападник чемпіонату світу-1965. На Олімпіадах і світових першостях провів 78 матчів (64 закинуті шайби), а всього у складі збірної СРСР — 182 (149). Учасник першої суперсерії з канадськими професіоналами з Національної хокейної ліги у 1972 році. На лід виходив у другій грі.
Закінчив Московський авіаційно--технологічний інститут (1964). 1975 року здобув науковий ступінь — кандидата педагогічний наук. 1979 року очолив кафедру фізичного виховання Московського інженерно-фізичного інституту.
У 1987—1990 — голова Федерації хокею РРФСР. У 1999—2003 роках — віце-президент «Спартак» (Москва). У 2002 році — президент «Спартака». З 2004 року — президент Асоціації підприємств спортивний індустрії.
Автор книг «Я — центрфорвард» (1971), «Хокейна школа» (1974).
Член Клубу Всеволода Боброва (588 шайб, 3 місце). Обраний до Зали слави Міжнародної федерації хокею (2007).

## Досягнення
- Олімпійський чемпіон (2): (1964, 1968)
- Чемпіон світу (9): 1963, 1964, 1965, 1966, 1967, 1968, 1969, 1970, 1971
- Бронзовий призер (1): 1961
- Чемпіон Європи (8): 1963, 1964, 1965, 1966, 1967, 1968, 1969, 1970
- Срібний призер (1): 1971
- Чемпіон СРСР (3): 1962, 1967, 1969
- Срібний призер (4): 1965, 1966, 1968, 1970
- Бронзовий призер (5): 1963, 1964, 1972, 1975, 1979
- Володар Кубка СРСР (2): 1970, 1971
- Фіналіст (1): 1967
- Чемпіон Японії (1): 1977

## Нагороди
- Орден Трудового Червоного Прапора (30.03.1965)
- Орден «Знак Пошани» (24.07.1968)
- Орден Дружби (1995; у зв'язку з 60-річчям спортивного товариства «Спартак»)
- Олімпійський орден (2000)
- Орден «За заслуги перед Вітчизною» III ступеня (26.04.2000)
- Орден «За заслуги перед Вітчизною» IV ступеня (18.01.2007)
- Орден Пошани (2010)

## Статистика
| Рік   | Команда | Турнір |    | І  | Г  | П  | О  | ШХ |
| ----- | ------- | ------ | -- | -- | -- | -- | -- | -- |
| 1961  | СРСР    | ЧС     | 7  | 6  | 3  | 9  | 11 |    |
| 1963  | СРСР    | ЧС     | 7  | 8  | 3  | 11 | 10 |    |
| 1964  | СРСР    | OІ     | 8  | 8  | 3  | 11 | 6  |    |
| 1965  | СРСР    | ЧС     | 7  | 6  | 2  | 8  | 12 |    |
| 1966  | СРСР    | ЧС     | 7  | 11 | 1  | 12 | 8  |    |
| 1967  | СРСР    | ЧС     | 7  | 4  | 2  | 6  | 2  |    |
| 1968  | СРСР    | OІ     | 7  | 6  | 6  | 12 | 2  |    |
| 1969  | СРСР    | ЧС     | 10 | 6  | 1  | 7  | 6  |    |
| 1970  | СРСР    | ЧС     | 9  | 5  | 3  | 8  | 6  |    |
| 1971  | СРСР    | ЧС     | 9  | 4  | 5  | 9  | 6  |    |
| 1972  | СРСР    | СС     | 1  | 0  | 0  | 0  | 0  |    |
| Разом | Разом   | Разом  | 79 | 64 | 29 | 93 | 69 |    |